# Macrobiotus kirghizicus
Espèce
Macrobiotus kirghizicus est une espèce de tardigrades de la famille des Macrobiotidae.

## Distribution
Cette espèce est endémique du Kirghizistan. Elle se rencontre dans les monts Tian.

## Étymologie
Son nom d'espèce lui a été donné en référence au lieu de sa découverte, le Kirghizistan.

## Publication originale
- Tumanov, 2005 : Two new species of Macrobiotus (Eutardigrada, Macrobiotidae) from Tien Shan (Kirghizia), with notes on Macrobiotus tenuis group. Zootaxa, no 1043, p. 33–46.